# Yukmouth
Yukmouth (справжнє ім'я Джерольд Двайт Елліс-молодший) — американський репер, засновник гурту The Regime, лейблів Smoke-A-Lot Records та Godzilla Entertainment. Разом із C-Bo складає дует Thug Lordz, разом з Numskull — Luniz.

## Кар'єра
Виконавець розпочав кар'єру у дуеті Luniz. Гурт записав успішний сингл, гімн марихуані, «I Got 5 on It». Yukmouth підписав сольний контракт з Rap-A-Lot Records, лейблом Дж. Прінса, й видав на ньому 4 студійні альбоми. Його дебютна платівка, подвійний реліз Thugged Out: The Albulation отримала золотий статус.

## Smoke-A-Lot Records
Yukmouth — президент власного лейблу Smoke-A-Lot Records, дистриб'ютором якого до 2008 був Rap-A-Lot Records. Підписанти: Thug Lordz, The Regime і сам Yukmouth.

## Дискографія
Студійні альбоми
- 1998: Thugged Out: The Albulation
- 2001: Thug Lord: The New Testament
- 2003: Godzilla
- 2008: Million Dollar Mouthpiece
- 2009: The West Coast Don
- 2010: The Tonite Show with Yukmouth: Thuggin' & Mobbin'
- 2010: Free at Last
- 2012: Half Baked
- 2014: GAS (Grow and Sale)

## Фільмографія
- Original Gangstas (1996) — покупець у «Thelma's Cafe»
- Mexican Blow (також відомий як Warrior) (2002) — у ролі The Midnight Sun
- United Ghettos of America (2002)
- United Ghettos of America Vol. 2 (2004)
- T9X: The Tech N9ne Experience (2004)
- United Ghettos of America: Eye Candy (2007)
- Yukmouth Uncut (2007)
- Million Dollar DVD (2007)

## Нагороди та номінації
| Рік  | Номіновано | Нагорода                                                     | Результат |
| ---- | --- | ------------------------------------------------------------ | --------- |
| 1997 | «Stomp» (Люк Крессвелл, Чарлі Вілсон, Фіона Вілкс, Карл Сміт, Фрейзер Моррісон, Еверетт Бредлі, Yo-Yo, Чака Хан, Luniz та Шакіл О'Ніл) | Ґреммі — «Найкраще вокальне R&B виконання дуетом або групою» | Номінація |